# Gaius Antonius (Toreut)
Gaius Antonius war ein antiker römischer Metall-Kunsthandwerker, der im frühen 1. Jahrhunderts in Oberitalien tätig war.
Gaius Antonius ist heute nur noch aufgrund einer Signatur (lateinisch C ANTONIVS) auf einem silbertauschierten Dolch mit Scheide bekannt. Dieser wurde in Oberammergau, wo es in der Antike eine keltische Siedlung und den Opferplatz am „Döttenbichl“ gab, gefunden. Heute befindet sich das Stück in der Archäologischen Staatssammlung in München. Insbesondere die Scheide ist überaus kunstfertig gearbeitet und zeigt geometrische und vegetative Motive.

## Einzelbelege
1. ↑  Inventarnummer ?; Abbildung (Seite nicht mehr abrufbar, festgestellt im März 2025. Suche in Webarchiven)  Info: Der Link wurde automatisch als defekt markiert. Bitte prüfe den Link gemäß Anleitung und entferne dann diesen Hinweis.

| Personendaten    | Personendaten                              |
| ---------------- | ------------------------------------------ |
| NAME             | Antonius, Gaius                            |
| KURZBESCHREIBUNG | antiker römischer Metall-Kunsthandwerker   |
| GEBURTSDATUM     | 1. Jahrhundert v. Chr. oder 1. Jahrhundert |
| STERBEDATUM      | 1. Jahrhundert                             |